# Stawiski
Stawiski is een stad in het Poolse woiwodschap Podlachië, gelegen in de powiat Kolneński. De oppervlakte bedraagt 13,28 km², het inwonertal 2450 (2005). De stad is voornamelijk bekend als de geboorteplaats van Akiba Rubinstein.